# Buhrki

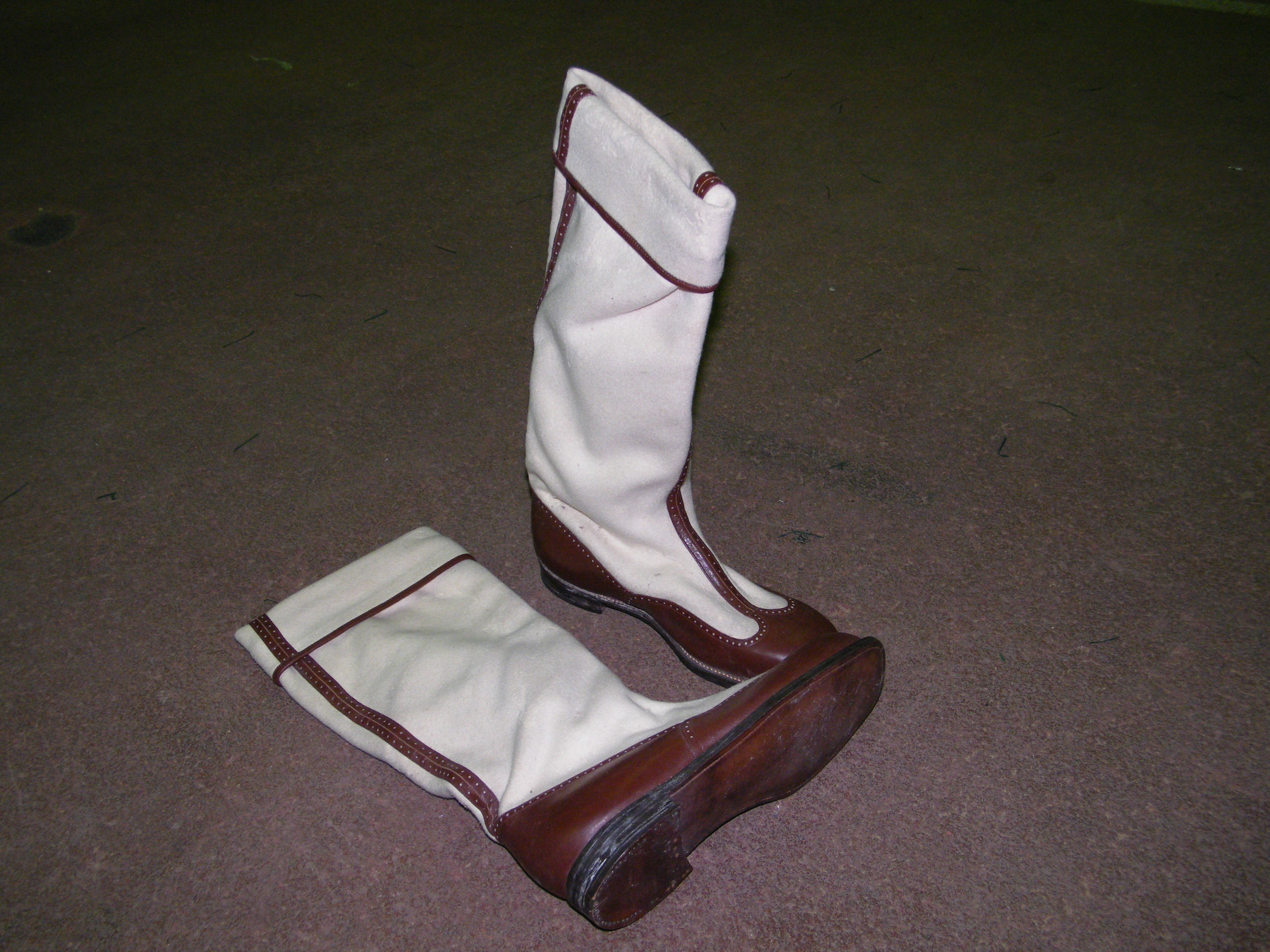
Buhrki-Stiefel aus den 1960er Jahren

Buhrki sind eine Art warme Stiefel für ein kaltes Klima. Sie sind kniehoch und durchgehend ohne Reißverschluss, Knöpfe oder Schnürsenkel.
Ein Ledergürtel mit einer Schnalle (wird am Unterschenkel festgezogen) kann sich oben am Schaft der Buhrki-Stiefel befinden.
Der Buhrki-Stiefel wurde Ende des 19. Jahrhunderts von einer weißrussischen Schuhmanufaktur der Stadt Schklou unter der Leitung des österreichischen Staatsbürgers Hertz Pevzner (1860–1924) entwickelt.
Der Hauptunterschied der Buhrki-Stiefel zu dem normalen Stiefel (Armeestiefel zum Beispiel) ist, dass der komplette Schaft eines Buhrki-Stiefels aus Filzstoff besteht, der sehr schlecht die Wärme leitet, dafür aber gut Luftdurchlässig ist und in der Regel weiß aussieht. Die Sohle besteht aus echtem Leder, Gummi oder synthetischen Materialien.
Der Fuß und der Rücken bestehen aus echtem Leder, die innere Isolierung der Sohle, des Fußes und des Rückens aus Filz.
Die Nähte des Schafts und die Oberseite des Stiefels sind mit dekorativen Lederstreifen versehen, die noch zusätzlich die Nähte stabilisieren und für eine bessere Wärmedämmung sorgen.
In der UdSSR waren Buhrki-Stiefel von den 1940er bis in die 1960er Jahre sehr gefragt, insbesondere in ländlichen Gebieten mit gemäßigtem und kaltem Klima.
Die Buhrki sind beispielsweise im Filmklassiker Operation „Y“ und andere Abenteuer Schuriks aus dem Jahr 1965 zu sehen, wo Jewgeni Morgunow solche Stiefel trägt.
Die Stiefel aus Filz mit verstärkten Fußsohlen (klassische Buhrki-Stiefel) wurden auch noch in den 2010er Jahren weiterhin unverändert weiterproduziert.
Die Hauptabnehmer solcher Stiefel sind Bauarbeiter, Jäger und Förster.